# 페테르 크리스텐 아스비에른센
페테르 크리스텐 아스비에른센(노르웨이어: Peter Christen Asbjørnsen, 1812년 1월 15일~1885년 1월 5일)은 노르웨이의 작가, 민속학자이다. 1841년 노르웨이의 민속학자 예르겐 모에와 함께 노르웨이 민담집을 만들었다. 그들의 민화 모음집은 일반적으로 "아스비에른센과 모에"로도 불린다.

## 어린 시절
페테르 크리스텐 아스비에른센은 노르웨이 크리스티아니아(현 오슬로)에서 태어났다. 그는 구드브란스달(Gudbrandsdal)의 전통적인 지역인 오타(Otta) 출신 가문의 후손으로, 그의 죽음으로 이 가문은 더 이상 대를 잇지 못한 것으로 추정된다. 그는 1833년에 오슬로 대학교에 입학하여 20세가 되던 1832년부터 동화와 전설을 수집하고 기록하기 시작했다. 그는 나중에 노르웨이 전역을 직접 돌며 이야기를 더했다.

## 예르겐 모에와의 만남
링에리케(Ringerike)에서 태어난 예르겐 모에는 노르데르호브 목사관(Norderhov Rectory)에서 고등학교를 다니던 중 14세 때 아스비에른센을 처음 만났으며 이후 그 둘은 평생의 우정을 쌓았다. 현재 노르데르호브 목사관은 링에리케 지역의 박물관인 링에리케 박물관(Ringerikes Museum)이 들어서 있으며, 아스비에른센과 모에의 기념품들이 소장되어 있다. 1834년 아스비에른센은 모에가 독자적으로 국가 민속 유물을 찾기 시작했다는 사실을 알게되었으며 그들은 서로 연구 결과를 비교하며 미래에 함께 일하기로 다짐했다.

## 경력 및 생애
아스비에른센은 직업상 동물학자가 되었고, 오슬로 대학교의 도움으로 노르웨이 해안, 특히 하르당에르피오르(Hardangerfjord)를 따라 일련의 조사 항해를 시작했다. 그는 당시 가장 유명한 해양 생물학자 두 명인 마이클 사스(Michael Sars)와 그의 아들 Georg Ossian Sars와 함께 일하기도 했다. 한편 모에는 1839년 오슬로대학교를 떠나 신학 공부에 전념하며 크리스티아니아(현 오슬로)에서 가정교사로 생계를 유지하고 있었다. 휴일이면 그는 가장 외딴 지역의 산을 돌아다니며 이야기를 수집했다. 이 기간 동안 모에는 위대한 문학 작품의 토대를 마련했다.

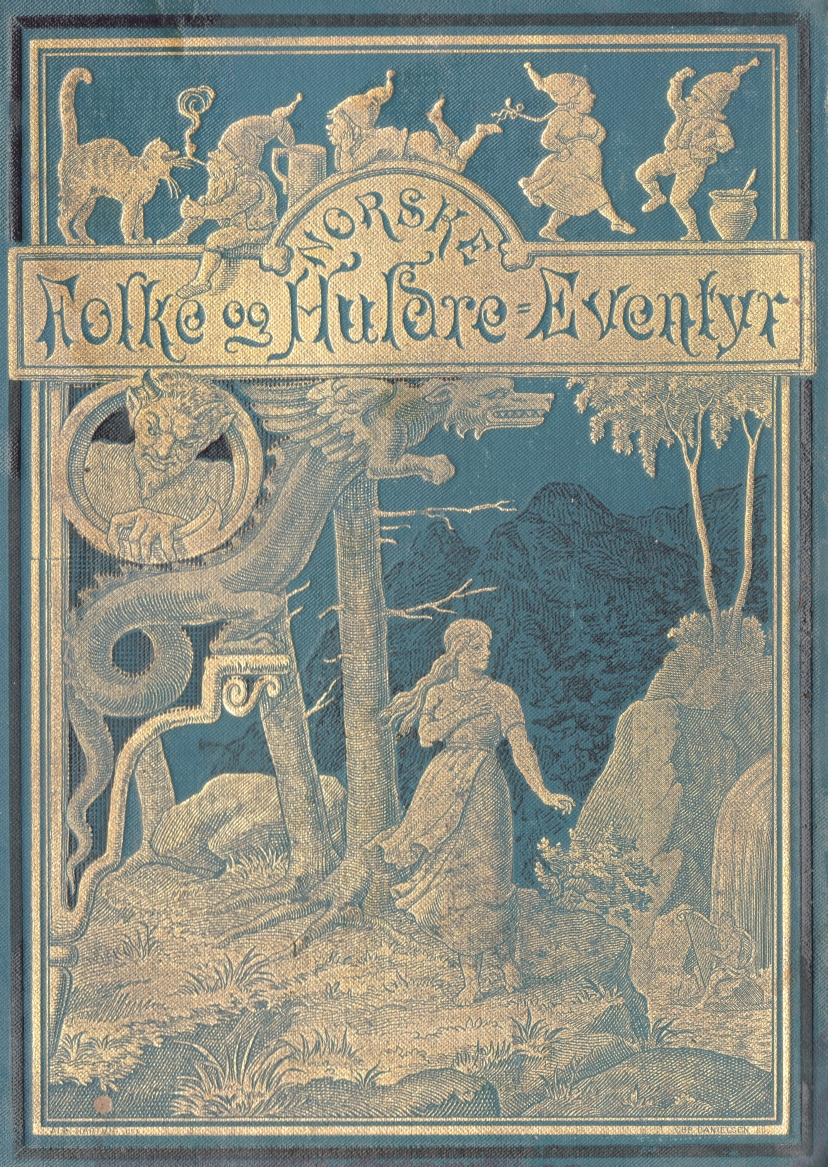
1896년 코펜하겐에서 출판된 아스비에른센과 모에의 노르웨이 민담과 전설을 모은 노르웨이 민담집

1842-1843년에 그들의 첫 번째 작품인 노르스케 폴키벤티르(Norske Folkeeventyr, 노르웨이 민담집)라는 제목의 민담집은 문학 뿐만 아니라 비교신화에 대한 가장 위대한 업적으로 인정받게 되었다. 1844년에 제 2권이 출간되었으며 1871년에는 신간집이 출간되었다. 1859년 영국의 번역가인 조지 대슨트(George Dasent)에 의해 그들의 많은 민담집이 영어로 번역되었다.
1845년, 아스비에른센은 모에의 도움 없이 노르웨이 동화 모음집(노르웨이어: Huldre-Eventyr og Folkesagn)을 출판했다. 1856년 아스비에른센은 노르웨이의 삼림 벌채에 관심을 갖게 되었고 정부가 이 문제에 대해 조치를 취하도록 유도했다. 결국 그는 산림 관리인으로 임명되었으며, 목재 보존(갱목 방부) 연구 방법을 조사하기 위해 유럽 북부의 여러 나라로 파견되었다. 1876년에 연금을 받고 산림청에서 은퇴했다. 1879년에 그는 자신의 대규모 동물 표본 컬렉션을 아일랜드의 자연사 박물관에 300파운드에 팔았다. 이 컬렉션에는 브리싱가 엔데카크네모스(Brisinga endecacnemos)표본이 포함되어 있었다. 후에 아스비에른센은 트론헤임에 있는 노르웨이 왕립과학원의 회원이 되었으며 1885년 크리스티아니아에서 72세의 나이로 사망했다.

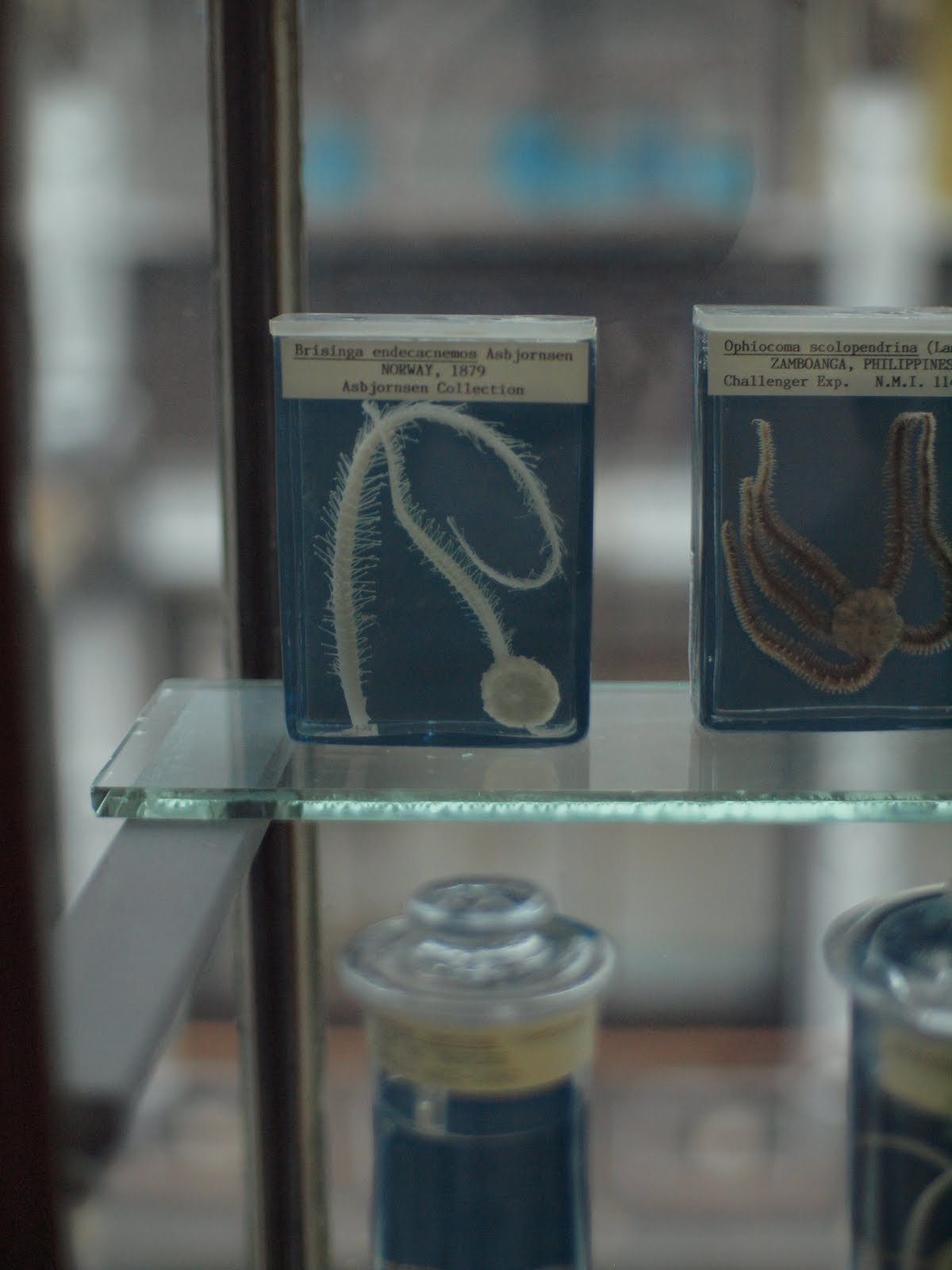
아스비에른센이 수집하여 명명한 브리싱가 엔데카크네모스(Brisinga endecacnemos) 표본, 더블린 자연사 박물관

## 영향
20세기 노르웨이 영화감독 이보 카프리노(Ivo Caprino)는 아스비에른센과 모에의 동화를 바탕으로 인형극 시리즈를 제작했으며 릴레함메르 인근 훈데르포센 가족공원에 이 동화들을 테마로 한 테마파크를 만들기도 했다.
2008년엔 노르웨이 50 크로네 지폐 뒷면에 아스비에른센이 그려졌다.

## 갤러리

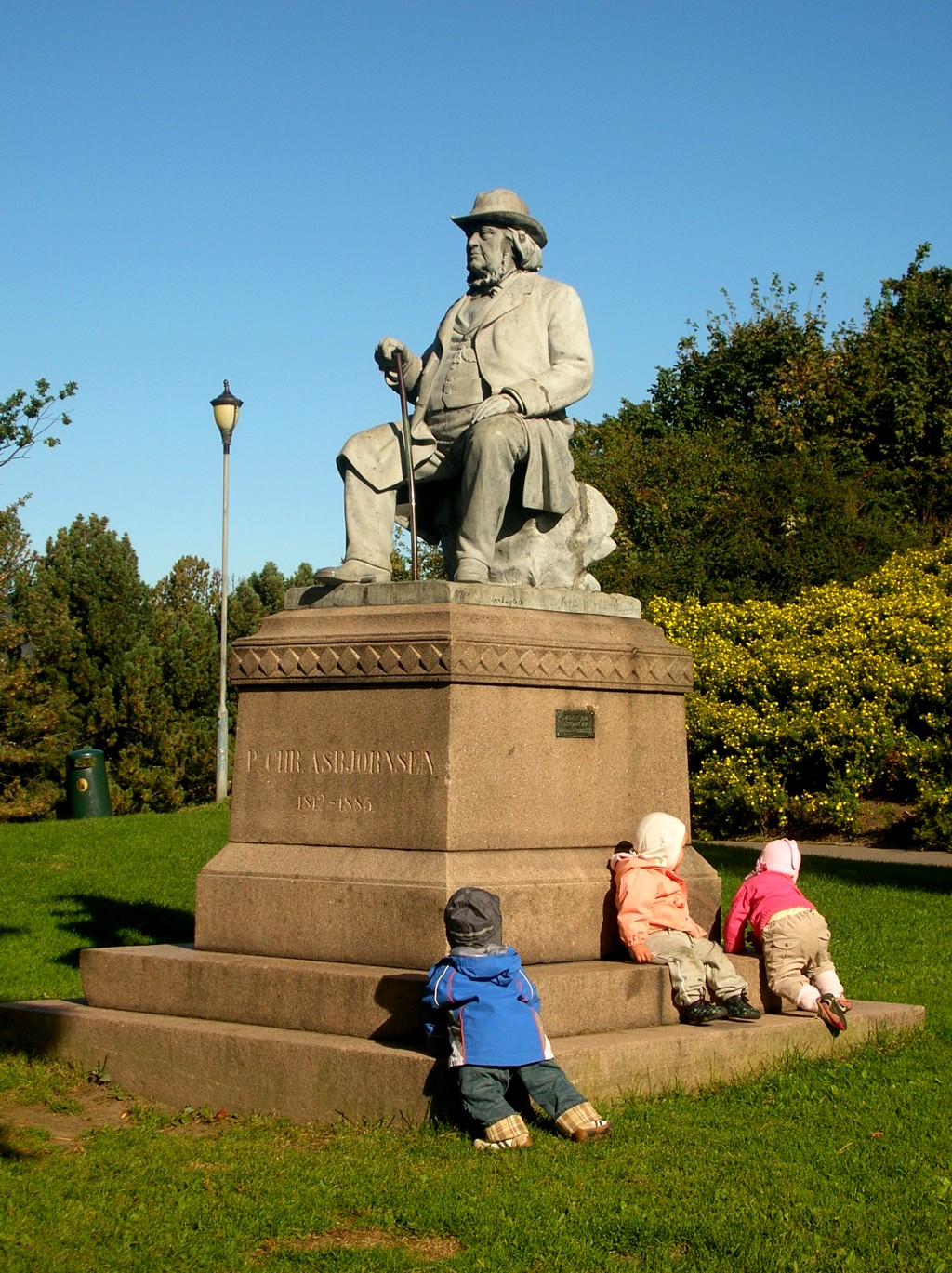
St. Hanshaugen park에 있는 아스비에른센 동상
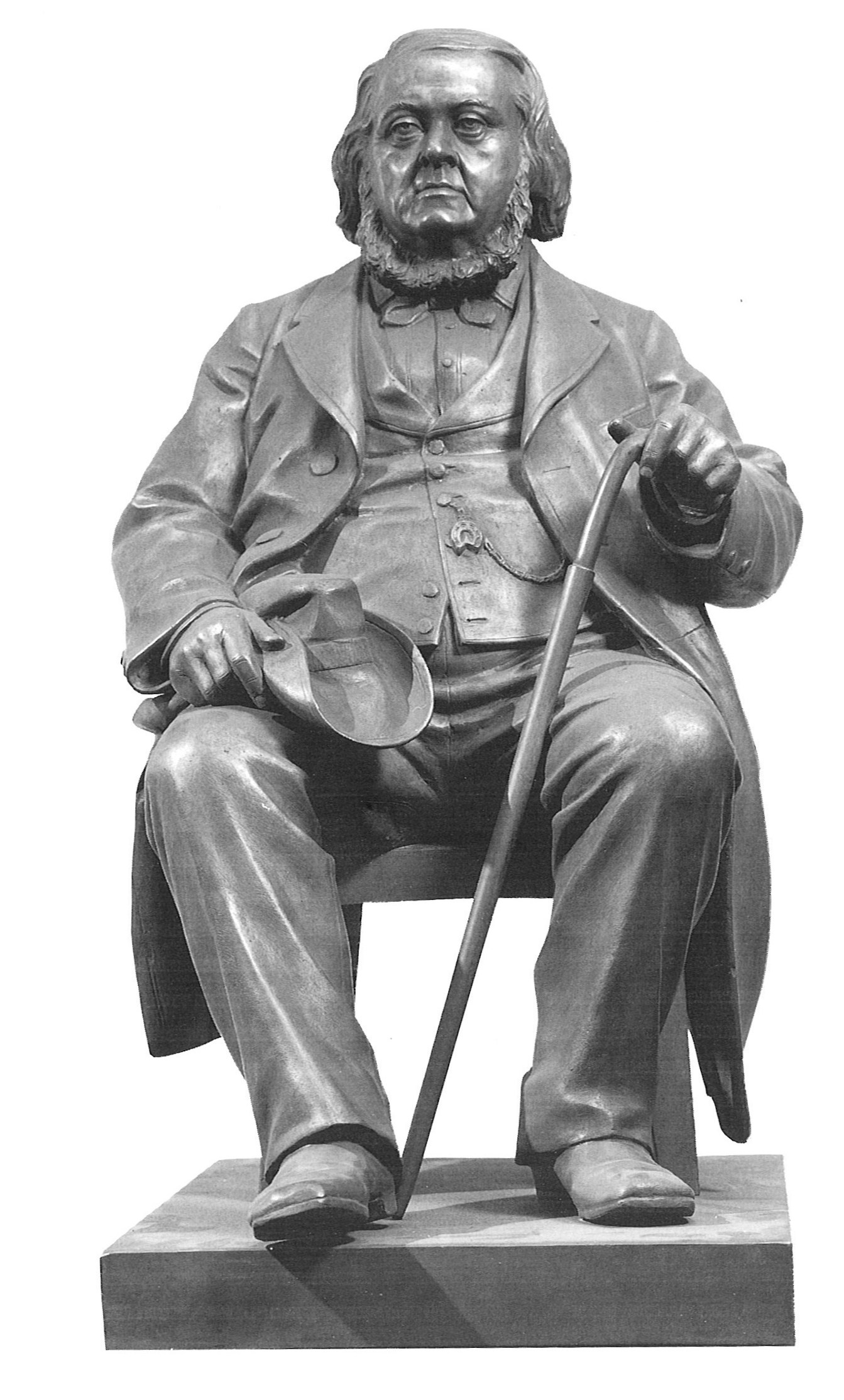
1885년에 만들어진 아스비에른센 동상

## 같이 보기
- 스토리텔링